# Monarcha Nowej Fundlandii
Monarcha Nowej Fundlandii − głowa Dominium Nowej Fundlandii, państwa związanego unią personalną z Wielką Brytanią w latach 1907–1949, kiedy to weszła w skład Dominium Kanady.
Królowie Nowej Fundlandii
- 1907–1910: Edward VII Koburg
- 1910–1936: Jerzy V Windsor1
- 1936–1936: Edward VIII Windsor
- 1936–1949: Jerzy VI Windsor

1jedyny używał tytułu króla Nowej Fundlandii